# Iglesia de Nuestra Señora de la Concepción (Cadalso)
La iglesia de Nuestra Señora de la Concepción es el templo parroquial católico del municipio español de Cadalso, en el noroeste de la provincia de Cáceres.
Desde junio de 2018 es candidata a Bien de Interés Cultural en la categoría de Monumento.

## Historia
A falta de datos, la fundación de Cadalso se sitúa en un período posterior a la reconquista cristiana de estos territorios, entre los siglos XII y XIII. Como bien apunta Domingo Domené, el origen del topónimo podría derivar de una antigua fortificación o torre de madera.
Una de las primeras referencias al municipio tiene fecha de 25 de marzo de 1205, en Toro (Zamora), cuando el rey leonés Alfonso IX dona la aldea de Cadalso a los freires del Pereiro. Anteriormente, reseña este documento, la aldea había pertenecido a la iglesia de Santiago de Compostela que, en compensación por la pérdida, recibe diez yugadas de terreno del término de Cadalso, derechos en el río y la aldea de Puñoenrostro.
Cadalso era frecuentada por el rey Alfonso XI cuando venía a cazar a esta zona, alojándose durante sus visitas en la llamada Casa del Rey (un inmueble sito en la esquina de la Plaza con la calle del Chorro). Ciertamente, “Cadahalso” es citada en el Libro de la montería (primera mitad del siglo XIV). Tras la cesión a la Orden del Pereiro, los freires habrían vinculado Cadalso a la cercana encomienda de Santibáñez el Alto, hasta que se independizó de ella en el año 1341. A lo largo de la Baja Edad Media, la iglesia de Cadalso, entre otras, fue objeto de disputa entre la diócesis de Coria y la Orden de Alcántara.
Según el profesor García Mogollón, la construcción del templo actual se inicia a finales del siglo XV o comienzos del XVI. La mayor parte de los trabajos debieron ejecutarse a mediados de la decimosexta centuria, como muestran los detalles gótico-renacentistas de la nave y de la cabecera. Este marco cronológico estaría confirmado por la documentación conservada en el Archivo Histórico Nacional. Varios textos, fechados el 25 de octubre de 1560 y el 5 de febrero de 1561, hacen alusión al arquitecto Pedro de Ibarra, maestro mayor de la Orden de Alcántara “que estaba haciendo y dirigiendo una capilla en la iglesia de Cadalso y, al parecer, perdía dinero en tal contrata”. Parece que dicha capilla parece corresponder con un tramo de la iglesia de Cadalso, tal y como se traduce de los documentos referenciados y que trascribimos a continuación:

El dicho día y con las mismas firmas se despachó otra prouisión para quel comendador don Claudio Manrrique dentro de quinze días enbíe al difinytorio rrelaçión de lo que ha pasado y pasa sobre que Pedro de Ybarra supplica se prouea cómo él no pierda ni rreçiba agrauio en la obra quel dicho señor le encargó de una capilla de la iglesia de la villa de Cadhalso.
El dicho día y con las mismas firmas se despachó prouisión al gobernador del partido de Alcántara que llamadas las partes aya información de que Pedro de Ybarra, maestro maior de las obras del conuento, a pedirdo y pierde en una obra que tomó a hazer de una capilla de la yglesia de la villa de Cadahalso y con su parecer se traiga al dicho difinitorio.

En 1551, el arquitecto Pedro de Ibarra trazó en Cadalso una casa para la recogida de los diezmos del vino, aceite y trigo que eran percibidos por la encomienda de Santibáñez. Esta casa se habría levantado en la salida de la población, en el camino de la Torre. Más tarde, en 1626, Cadalso adquirió el título de villazgo, mediante el pago de 1500 ducados a favor de la Corona. En esta fecha se debió conformar el cortísimo término municipal de la villa “que no llega a medio quarto de legua en su circunferencia”.
La villa de Cadalso continúa comprendida en el territorio de la Orden de Alcántara hasta el final del régimen señorial. Es citada en el Interrogatorio de la Real Audiencia, en 1791, cuando tenía 103 vecinos y, gracias al Interrogatorio sabemos que la iglesia parroquial de Cadalso contaba, en aquella época, con una dotación de 235 reales y diez maravedíes, contribuidos por la encomienda de Santibáñez el Alto, que debía surtirla de lo necesario.
La iglesia cadalseña percibía también las tasas de los enterramientos que se realizaban en ella y poseía, además, algunos olivares. El párroco era nombrado por el rey, que era el Gran Maestre de Alcántara, a consulta de su Consejo. Según las respuestas dadas al Interrogatorio, a finales del siglo XVIII, había en Cadalso cinco capellanías, tres obras pías y una cofradía de la Santa Cruz.
Según el diccionario de Madoz, a mediados del siglo XIX, Cadalso contaba con 121 casas de sólida construcción con 471 habitantes. Este autor dice de la iglesia que es “edificio sólido, su fachada esterior de cantería labrada, el interior de bóveda en la capilla mayor y en el resto de tres naves que descansan sobre arcos de cantería (…) el cementerio al norte de la iglesia”.

## Descripción

### Estructura general
La iglesia de Nuestra Señora de la Concepción se dispone sobre una suave elevación del terreno, con pronunciado desnivel hacia la zona de la cabecera, en un espacio recoleto, marginal al núcleo poblacional. El templo abre sus fachadas traseras y laterales a una
zona de olivares que aportan cierto aspecto bucólico al monumento.
Al igual que ocurre con la mayoría de templos de la comarca de Sierra de Gata, es probable que el actual templo se levantara sobre un edificio preexistente, de menores dimensiones, del que no se ha conservado ningún resto. Las primeras referencias a la iglesia de Cadalso están fechadas en los años 1251 y 1257, aunque el templo actual comenzaría a construirse a finales del siglo XV o inicios del XVI, fluctuando entre el estilo gótico, presente en la portada de los pies con la característica decoración de pometeados del estilo hispano-flamenco, y el gótico-renacentista de la nave y cabecera.
La iglesia se alza con muros de potente mampostería de granito, sin revocar, a excepción de la fachada occidental, que exhibe sillería granítica bien trabajada, material que también se utiliza en esquinazos y contrafuertes.
En la fachada principal destaca una espadaña, ejecutada con piezas de sillería y rematada en forma triangular, en la que se disponen tres vanos para albergar las campanas. A la espadaña se accede desde una puerta exterior por medio de una escalera que conduce primero a la tribuna coral y después al cuerpo de campanas a través de un husillo, con forma de garita al exterior. En el tramo inferior se dispone una ventana saetera que proporciona al testero aspecto de fortaleza.
La fachada de los pies, de diseño cuadrangular, remata en una cornisa decorada con pometeados de raíz hispano-flamenco, que se repite en un nivel un poco más bajo. En el paramento comprendido entre ambas líneas de cornisas se disponen dos destacadas gárgolas zoomorfas de cantería. En esta fachada se abre la única puerta de acceso practicable al interior del templo.
La puerta de entrada es de estilo gótico y abre en un sencillo arco, ligeramente apuntado, decorado con tres arquivoltas que presentan leve abocinamiento y descansan en baquetoncillos que portan basas y capiteles de similar estilo. Por encima, y centrado en el eje de la puerta, se sitúa una pequeña hornacina enmarcada con decoración renacentista; el interior lo cubre una granítica bóveda de crucería con bella clave floral. La hornacina acoge una imagen moderna de la Virgen dispuesta sobre una sencilla peana. A ambos lados de este elemento se sitúan dos sencillas ménsulas, posiblemente testigos sustentantes de un tejaroz de madera que debió proteger la puerta.
La iglesia tenía otras dos portadas al exterior, una, en el lado norte, en la actualidad tapiada, y otra en el lado meridional, por la que hoy día se accede a una capilla moderna. La portada norte es en extremo sencilla, con un imponente arco de medio punto de dovelas anchas, que debió contar con un porche del que restan las dos ménsulas, dispuestas a ambos lados de la portada, sobre las que descansaría un tejaroz. Por su parte, la antigua portada sur se adorna con una sencilla arquivolta y dos estilizadas columnas en las jambas que rematan en capiteles decorados. Hay una puerta más, adintelada y de pequeñas dimensiones, dispuesta en la fachada de los pies, por la que se sube a la espadaña (sin elementos de interés).
En el exterior sobresalen ocho contrafuertes rematados en talud y ejecutados con piezas de sillería, dispuestos cuatro a cada lado de los paramentos laterales. Sobre estos contrafuertes descansan los empujes de los arcos fajones de la nave y de la bóveda de crucería de la cabecera.
La capilla mayor presenta mayor elevación que el resto de la nave, destacando en alzado sobre ella. Dan luz a esta capilla dos vanos abocinados terminados en conopios, con remate de flameros renacentistas. Adosada al muro del lado de la Epístola se sitúan la antigua sacristía, de bastante menor altura que la nave y una capilla de nueva construcción. Hacia la zona de los pies se dispone un espacio degradante de reciente construcción, levantado con bloques de hormigón, que, en la actualidad, tiene uso de cochera.
Precedente a la portada de los pies, hay un espacio abierto, en parte ajardinado, cuyo solado presenta interés debido a la presencia de, al menos, tres lápidas graníticas, tal vez reutilizadas. Una de ellas resulta prácticamente ilegible, aunque porta un escudo con tronco de árbol y lo que parecen dos llaves. Al lado, una segunda menciona a varios personajes: “AQUI JACE/EN CADA UN AÑO/FALLECIO/ANO DE/ 1627/ ---/ --ALVARO D AZEIE/ IVAN NUÑEZ ESCRIBANO”. La tercera también es de difícil lectura: “--AO DE ANDRES NUÑEZ/---/ DOTOSE/---/HEREDEROS FALL--”.
El interior de la iglesia presenta planta rectangular, de bastante amplitud. Se estructura en única nave de tres tramos, separados por arcos diafragmas de cantería de medio punto sobre los que descansa una moderna y sencilla cubierta de madera a dos aguas. Los arcos asientan en prismáticos sillares de cantería, cuyos ángulos se decoran con escocias que soportan capiteles esquemáticos.
La cabecera se cubre con una bóveda de crucería de terceletes, dispuesta sobre ménsulas. Las nerviaciones son de granito y la plementería de ladrillo de tejar que aparece visto, posiblemente resultado de alguna intervención degradante de época moderna. Las claves no están ornamentadas. El arco toral de acceso a la capilla mayor es apuntado, y es similar al dispuesto en el testero. Ambos arcos presentan esquinas en chaflán y están ornamentados con pequeñas molduras que se amplían a los pilares poligonales sobre los que descansan.
Detrás de la capilla mayor existe un espacio reducido, que es prolongación de aquella, cubierto con bóveda de cañón apuntado que deja visto el material latericio. Este material, similar al de la bóveda de crucería, presenta un deficiente estado de conservación. En este espacio se levanta el Retablo Mayor. Las bóvedas de la cabecera debieron estar recubiertas con mortero de cal, ocultando el material constructivo.
Por el lado de la Epístola, se sitúa una sencilla puerta adintelada que da acceso a la sacristía. Dicha puerta se encuentra muy transformada debido a la elevación que sufrió en época reciente la zona del presbiterio. También el interior de la misma se ha visto alterado como consecuencia de las tales intervenciones.
A los pies del templo se sitúa la tribuna coral. Abre en berroqueño arco de medio punto rebajado, que sustenta un antiestético y degradante forjado plano de hormigón, en lo que parece debió tener, en origen, un forjado lignario. Cierra con una torneada balaustrada de madera. Bajo el coro, frente a la puerta de acceso, encontramos una lápida con escudo de yelmo empenachado que porta la inscripción: «SEPULCRO DE /LICENCIADO PEDRO MORAN COMISARI/O DEL SANTO OFI/CIO DE LA INQUISICIÓN CURA/ PROPIO DES/TA YGLESIA/ FALLECIO AN/ DE ---/DOTOSE».
Los paramentos interiores de la iglesia se encuentran descarnados, dejando vista la mampostería de granito, por una desafortunada intervención.

### Bienes muebles
Retablo mayor
El Retablo Mayor preside el testero de la capilla mayor. Se trata de una impresionante muestra del Barroco extremeño del siglo XVII, de talla y pincel, decorado con pinturas, relieves y esculturas de bulto redondo, en el que predominan elementos florales, humanos y zoomorfos de carácter fantástico y vivo colorido, con alarde de virtuosismo en la policromía. El retablo, que está compuesto de banco, dos cuerpos, tres calles y ático, se levanta sobre un sotobanco que está oculto por la elevación que ha sufrido el presbiterio.
En el banco se disponen cuadros en altorrelieve, con las figuras de los cuatro evangelistas. De izquierda a derecha, se representan: San Lucas, que aparece sedente, escribiendo y acompañado con su animal simbólico, el toro (la pieza luce un rico manto de pliegues muy marcados y muestra rostro expresivo y cierta desproporción en la mano derecha); San Juan, al que acompaña el águila simbólica, está recostado y apoyado en su brazo derecho, sujetando el libro con la izquierda; San Mateo se representa sentado, sobre un suelo de nubes, con el cuerpo violentamente girado hacia un pequeño ángel al que parece acoger con su brazo izquierdo extendido mientras sujeta un libro con la derecha; y San Marcos, también sentado, escribe en forzada posición, con el libro apoyado en la cabeza de un león, su animal simbólico, portando ropajes muy movidos y ampulosos.
Los dos cuerpos del retablo son muy planos y sin movimiento en la planta. En cada cuerpo se disponen ocho columnas, entorchadas y pareadas, que portan capiteles corintios de rica ornamentación, además de retropilastras, elemento propio del Renacimiento. Las columnas separan en cada cuerpo dos hornacinas laterales, coronadas con arcos de medio punto; las altas cierran en frontones triangulares, y las bajas, en curvos, aparecen timbradas con tondos de pincel. Su contenido resulta inapreciable debido a la suciedad aunque posiblemente su temática esté en relación con las figuras de San Pedro y San Pablo, tal y como ocurre en el retablo de la iglesia parroquial de Acebo, con el que el ejemplar cadalseño guarda muchas similitudes.
Los entablamentos presentan frisos muy barroquizantes, a base de carnosos roleos entrelazados. Sobre ellos asientan los bancos del segundo cuerpo y del ático, que portan decoración pictórica en mal estado de conservación, hoy día, casi irreconocibles. Los dispuestos en el primer cuerpo, seguramente representen a los Cuatro Padres de la Iglesia Occidental (como ocurre en los del retablo de la iglesia de Acebo); se disponen por parejas en los tableros más grandes. Los netos de los plintos, en los que apoyan las columnas, contienen varias figuras más de santos.
En el cuerpo inferior, a ambos lados de la custodia, se colocan las imágenes en madera policromada de San Pedro y San Pablo. San Pedro se representa de pie, sosteniendo el libro en la mano izquierda y con el brazo derecho, extendido, porta las llaves simbólicas; el manto de amplios vuelos y pliegues muy acusados. Por su parte, San Pablo aparece sin atributos simbólicos, el cuerpo en ligera torsión y los brazos en movimiento y, únicamente, sobre la túnica luce una delgada capa sujeta a los hombros.
Preside el segundo cuerpo la imagen de la Virgen de la Concepción, patrona del templo, en bulto redondo y madera policromada, en una hornacina central de medio punto. La figura aparece coronada y con las manos unidas en oración sobre peana de nubes, media luna y angelotes. Los ropajes son ampulosos. En sendos lados, las esculturas de Santiago el Mayor, al que le faltan sus símbolos, y San Andrés, que sostiene en su brazo extendido la cruz de su martirio. Al igual que los de Santiago, los ropajes son voluminosos y con movimiento.
La custodia a la que, en la actualidad, faltan partes, se sitúa en el hueco central del cuerpo inferior. Su diseño, a modo de maqueta de un templo de planta centralizada, sigue la línea de la diseñada por Herrera para el Monasterio del Escorial. Se disponen, en las dos plantas, del edificio pequeñas columnas entorchadas y en la puerta del sagrario, una imagen en relieve de Cristo Resucitado, que presenta cuerpo un tanto desproporcionado, eleva su brazo derecho para mostrar la herida del costado; se cubre con un manto de agitados pliegues sujeto al hombro. En la predela, se observan varias imágenes pictóricas: temas florales y dos cuadros de pequeño tamaño que representan El Expolio y La Caída Camino del Calvario, ambas de carácter narrativo muy ingenuo y popular. Estas dos pinturas son obra de Francisco Alonso Moreno.
Remata el retablo mayor en ático, compuesto por un espacio central, que termina en frontón curvo sobre cuatro columnas entorchadas, que acogen una representación del Calvario: el Crucificado en el centro y la Virgen y San Juan a los lados, elevando sus cabezas, con dramático gesto, hacia Cristo. Los extremos del ático se encuentran rematados con aletones pictóricos, probablemente virtudes. En las esquinas se sitúan sendas esculturas de los arcángeles: San Miguel en la izquierda (pisoteando al demonio) y en la derecha San Rafael (sin atributos).
Del estudio de la arquitectura y la escultura de este Retablo Mayor de Cadalso, se puede concretar que es muy similar al de la iglesia parroquial de Acebo (Cáceres). Es probable que algunos de los artífices que participaron en Acebo, lo hicieran también en el de Cadalso, como Alonso de Balbás o Pedro de Sobremonte. En lo que respecta a la imaginaría, al igual que ocurre en el retablo de Acebo, presenta aspectos provenientes de la escuela vallisoletana.
La policromía y el dorado del retablo mayor cadalseño sí están documentadas en dos cartelas pictóricas de cueros recortados, dispuestas en los extremos del banco, que recogen la fecha de finalización de los trabajos, el 29 de julio de 1661, y su ejecución a cargo del pintor Francisco Alonso Moreno; la situada al lado del Evangelio dice: “… A ONRA Y GLORIA DE DIOS NUESTRO SEÑOR Y DE LA VIRGEN SANTISIMA DE LA CONÇEPÇION SE DORO ESTE RETABLO A COSTA DE LA YGLESIA FRANCISCO ALONSO MORENO PINTOR”.
En la cartela dispuesta al lado de la Epístola se lee: “… ACABOSE A 29 DE JULIO AÑO DE 1661 SIENDO CURA EL LICENCIADO PEDRO MORÁN COMISARIO DE EL SANTO OFIÇIO FRANCISCO ALONSO MORENO PINTOR”.
Retablos menores
Cuatro retablos más, de menor entidad, se distribuyen por los muros de la nave de la iglesia. La distribución de las imágenes iconográficas de los diferentes retablos se ha visto alterada, cambiando su ubicación, sin un criterio coherente.
En el segundo tramo de la nave, por el lado de la Epístola, se sitúa un retablo con la advocación de San Antonio de Padua, ejecutado en madera y muy repintado de verde, posiblemente obra de la segunda mitad del siglo XVIII y de estilo Barroco. El retablo es de un solo cuerpo y se ordena en banco, cuerpo y ático. La hornacina central, de medio punto, avenerada y rodeada de pequeñas cabezas de querubines y nubes, y a los lados sendos estípites igualmente con adornos de testas y hojarasca. En el ático, se repite idéntica decoración, enmarcada por diversos ornatos de estilo rococó. En el remate hay una cornucopia de hojarascas en cuyo centro se dispone un sol, imagen alusiva a San Antonio de Padua. En la actualidad, sin embargo, este retablo acoge en la hornacina central una imagen moderna de San Ubaldo, patrono de la localidad. A ambos lados de esta hornacina central se disponen dos peanas que no portan imágenes.
La escultura de San Antonio de Padua, actualmente, se encuentra en un arcosolio junto a la cabecera de la iglesia. La pieza representa a San Antonio con el Niño en su brazo izquierdo y un libro en su mano derecha. Viste el hábito franciscano, con rostro dulce y ojos de cristal. Su datación se fija en torno a la segunda mitad del siglo XVIII siendo su estilo Barroco. En el mismo arcosolio, e igualmente perteneciente al retablo anterior, se encuentra una talla en madera policromada de San Sebastián, con el tronco arbóreo de su martirio, flechas y heridas sangrantes. Presenta ligero movimiento de brazos y torso, amplio paño de pureza dorado y cierto amaneramiento. Su cronología en torno a los siglos XVI-XVII.
Por el lado del Evangelio se dispone en la capilla mayor un retablo barroco de talla y pincel. Consta de banco, decorado con mensulones vegetales en resalte, cuerpo con cuatro columnas salomónicas y hornacina central de medio punto que acoge una talla polícroma de bulto redondo de la Virgen del Rosario. La Virgen se representa con el Niño sobre sencilla peana dorada, en el brazo izquierdo porta al Niño y en el derecho lleva un rosario. Presenta rostro dulce y ligeramente girado hacia la derecha y de tamaño menor al natural. El retablo remata en ático muy elaborado, con lienzo al óleo de La Concepción con halo radiante sobre la cabeza, acompañada de ángeles revoloteando alrededor, que mueven artificiosamente su manto azul; cierra en frontón curvo. El Retablo es de estilo Barroco y se data a finales del siglo XVII o comienzos del XVIII.
También en el muro del Evangelio encontramos un pequeño retablo en madera y repintado en tono verdoso. Dicho retablo consta de un alto banco decorado con casetones, un solo cuerpo delimitado por cuatro columnas salomónicas que acogen tres hornacinas, en la central una talla de candelero de la Virgen de la Soledad, con expresión de dolor y leve inclinación de cabeza. A ambos lados, sendos nichos acogen imágenes modernas del Resucitado y San José con el Niño. Remata este retablo en sencillo ático con dos ángeles portando la “M” emblema mariano. Su cronología se determina en torno a finales del siglo XVII o comienzos del XVIII, siendo de estilo Barroco.
Por último, en el primer tramo de los pies, por el lado del Evangelio, se sitúa un pequeño retablo de madera en blanco, sin policromar. Este consta de banco y un solo cuerpo de tres hornacinas, de medio punto, a ambos lados de la central aparecen sendos estípites. El retablo remata en broche de hojarascas, en cuyo interior se dispone una torre, elemento simbólico alusivo a Santa Bárbara a la cual estuvo posiblemente dedicado. Su cronología es posterior a los dos anteriores, datándose en torno a los años centrales del siglo XVIII. En la actualidad, la hornacina central alberga una imagen moderna de la Virgen de Fátima. En los nichos laterales, destaca la imagen de un Niño Jesús, en madera policromada que sostiene la bola del mundo en su mano izquierda y bendiciendo con la derecha, de rostro rechoncho y sonriente; se le representa desnudo, aunque también viste túnica blanca. La pieza, de estilo Barroco, se data en torno a finales del siglo XVII o comienzos del XVIII. En la otra hornacina hay una imagen moderna de Santa María Goretti.
Otros bienes muebles
- Púlpito: obra de granito del siglo XVI, que se dispone en el muro del Evangelio. El púlpito se eleva sobre un grueso tronco de columna, en la que destaca el gran desarrollo del capitel, decorado con pometeados propios de la etapa hispanoflamenca, mientras que la basa presenta estructura geométrica. Sobre este basamento se coloca un cuerpo geométrico sin decoración.
- Colección de platería: de las piezas de platería que posee la iglesia destaca una cruz procesional, ejecutada en plata en su color. La base de ésta tiene forma de pera invertida, decorada con elementos florales. Los brazos, con formas ondulantes, se adornan con motivos vegetales, óvalos, ces y rocallas. En el anverso tiene labrado un Crucificado, sobre un fondo simbólico en el que se representa la Luna y el Sol. Al reverso le falta la imagen central, que ha sido recortada. Según el profesor García Mogollón en dicho espacio debió tener una representación de la Virgen. Tres marcas se reparten por la pieza. Se la considera obra típica del estilo rococó tardío salmantino, datándose en el año 1792.
- Campanas: el campanario alberga cinco campanas, tres de ellas en sus huecos y dos más a los lados, incorporadas recientemente (en el año 2009). Solo son visibles las dos más bajas, las de mayor tamaño. La campana de la izquierda es de época reciente (1990). La campana mayor es del año 1878 y porta la leyenda: «NON NOBIS DOMINE NON NOBIS SED NOMINE TUO DET GLORIAM» con la cartela «SIENDO ECONOMO DON JOSE VICENTE OLMEDO RIVERA ME FECIT», con calvario ajedrezado sobre ella. Todas las campanas de la espadaña son de la fundición Rivera de Montehermoso (Cáceres).